# Robin Jalving
Robin Jalving (Schoonebeek, 11 april 2000) is een Nederlands voetballer die als doelman speelt. Hij verruilde Heracles Almelo in de zomer van 2024 voor FC Emmen, waar hij zijn carrière begon.

## Carrière
Jalving speelde in de jeugd van SVV '04, VV Emmen en FC Emmen. In 2016 zat hij voor het eerst als reservekeeper bij de selectie van FC Emmen, tijdens de bekerwedstrijd tegen SVV Scheveningen. Bij Emmen was hij tot 2021 reservekeeper, waarmee hij in 2018 naar de Eredivisie promoveerde. In deze jaren kwam hij nooit in actie in het eerste elftal. In 2021 vertrok hij transfervrij naar Heracles Almelo, waar hij ook reservekeeper werd. Hij debuteerde in het betaald voetbal op 12 januari 2023, in de met 0-1 verloren bekerwedstrijd tegen Go Ahead Eagles.

### Statistieken
| Seizoen                        | Club            | Competitie     | Competitie | Competitie | Beker | Beker | Totaal | Totaal |
| Seizoen                        | Club            | Competitie     | Wed.       | Dlp.       | Wed.  | Dlp.  | Wed.   | Dlp.   |
| ------------------------------ | --------------- | -------------- | ---------- | ---------- | ----- | ----- | ------ | ------ |
| 2016/17                        | FC Emmen        | Eerste divisie | 0          | 0          | 0     | 0     | 0      | 0      |
| 2017/18                        | FC Emmen        | Eerste divisie | 0          | 0          | 0     | 0     | 0      | 0      |
| 2018/19                        | FC Emmen        | Eredivisie     | 0          | 0          | 0     | 0     | 0      | 0      |
| 2019/20                        | FC Emmen        | Eredivisie     | 0          | 0          | 0     | 0     | 0      | 0      |
| 2020/21                        | FC Emmen        | Eredivisie     | 0          | 0          | 0     | 0     | 0      | 0      |
| 2021/22                        | Heracles Almelo | Eredivisie     | 0          | 0          | 0     | 0     | 0      | 0      |
| 2022/23                        | Heracles Almelo | Eerste divisie | 0          | 0          | 1     | 0     | 1      | 0      |
| 2023/24                        | Heracles Almelo | Eredivisie     | 0          | 0          | 0     | 0     | 0      | 0      |
| 2024/25                        | FC Emmen        | Eerste divisie | 0          | 0          | 0     | 0     | 0      | 0      |
| Carrièretotaal                 | Carrièretotaal  | Carrièretotaal | 0          | 0          | 1     | 0     | 1      | 0      |
| Bijgewerkt op 10 januari 2025. |                 |                |            |            |       |       |        |        |